# Gaëtan Bong
Pour les articles homonymes, voir Bong.
Gaëtan Bong Songo, né le 25 avril 1988 à Sackbayémé (Cameroun), est un footballeur international camerounais, qui possède également la nationalité française. De 2006 à 2022, il a évolué au poste de défenseur principalement en tant que latéral gauche.

## Biographie

### En club
En 2001, il intègre le centre de préformation de La Madine, pour deux ans.
En 2003, alors en formation au FC Metz, il fait partie de la sélection de la Ligue de Lorraine des 14 ans, qui prépare la Coupe nationale des Ligues.
Le 8 août 2008, il est prêté au Tours FC pour améliorer son temps de jeu.
Le 28 juillet 2009, Valenciennes et Metz trouvent un accord pour le transfert du Franco-Camerounais dans le club nordiste pour quatre saisons. Le 20 janvier 2010, il inscrit son premier but en Ligue 1 contre Boulogne-sur-mer (victoire 2-0).
Le 20 août 2013, Gaëtan Bong quitte Valenciennes pour rejoindre l'Olympiakos Le Pirée, une étape marquante de sa carrière qui lui permet de disputer quatre rencontres en Ligue des champions. Après une première saison prometteuse en Grèce, et une seconde compliquée, il poursuit son parcours en Angleterre en signant à Wigan en février 2015. Bien que le club soit relégué en League One (D3 anglaise), cette expérience lui ouvre les portes de Brighton & Hove Albion, évoluant alors en Championship (D2 anglaise), où il s’engage pour un contrat de deux ans,. Brighton deviendra par la suite un acteur majeur de la Premier League, témoignant de son ambition et de sa progression.

## FC Metz
Gaëtan Bong fait ses débuts professionnels au FC Metz, où il intègre le groupe pro à seulement 17 ans. Bien qu’entravé par des blessures, notamment une pubalgie et une entorse à la cheville, il fait preuve de résilience et parvient à retrouver le terrain lors de la saison 2006-2007. Après avoir goûté à la Ligue 1 dès décembre 2005 sous la direction de Joël Muller, il cumule six apparitions en championnat et trois en coupe sur trois saisons. Joueur combatif et agressif, il s’impose rapidement comme un potentiel titulaire au poste de latéral gauche, malgré le contexte difficile d’une équipe en bas de classement. En parallèle, il exprime sa créativité en composant une chanson de rap en hommage aux Grenats, témoignant de son attachement au club. Cette période lui permet de poser les bases d’une carrière professionnelle prometteuse, marquée par sa détermination et sa polyvalence.

## Valenciennes FC
Gaëtan Bong a rejoint le Valenciennes FC en juillet 2009, en provenance du FC Metz. Au cours de son passage au club, il a disputé 117 matchs et inscrit 4 buts, principalement en tant que latéral gauche. Il a été un titulaire régulier, contribuant à la stabilité défensive de l'équipe. Ses performances lui ont permis de se faire remarquer sur la scène nationale, renforçant sa réputation en Ligue 1. En août 2013, il quitte Valenciennes pour rejoindre l'Olympiakos Le Pirée, poursuivant ainsi sa carrière à l'international.

## Olympiakos Le Pirée
Gaëtan Bong rejoint l'Olympiakos Le Pirée en août 2013, après son passage au Valenciennes FC. Lors de sa première saison avec le club grec, il participe à 19 matchs de championnat et inscrit un but, contribuant ainsi à la conquête du titre de champion de Grèce en 2014. Il découvre également la Ligue des champions, disputant quatre rencontres dans cette prestigieuse compétition. Cependant, sa deuxième saison est plus compliquée, avec un temps de jeu réduit. En janvier 2015, son contrat avec l'Olympiakos est résilié, le laissant libre de s'engager avec un nouveau club.

## Brighton & Hove Albion
Gaëtan Bong a marqué une étape importante de sa carrière à Brighton & Hove Albion, où il a porté le maillot du club à 102 reprises entre juillet 2015 et janvier 2020.
Gaëtan Bong porte le maillot de Brighton & Hove Albion à 102 reprises entre juillet 2015 et janvier 2020, contribuant activement à la montée historique du club en Premier League lors de la saison 2016-2017. Il s’illustre par sa solidité défensive et son expérience, jouant un rôle clé dans le maintien du club dans l’élite anglaise au cours des saisons suivantes. Après près de cinq années marquantes avec les Seagulls, il quitte le club en janvier 2020, laissant derrière lui la stature d’un joueur engagé et déterminant dans une période charnière de l’histoire de Brighton.
Il s'engage avec Nottingham Forest le 30 janvier 2020 et n'est pas renouvelé à la fin de son contrat le 1er juillet 2022.
Après sa retraite de joueur, Gaëtan Bong obtient en 2022 son diplôme de Manager Sportif (UEFA Certificate in Football Management). Fort de cette formation et de son parcours dans le football professionnel, il fonde son agence de conseil, Ballers and Family Consulting. Celle-ci est dédiée à l’accompagnement et à l’encadrement des joueurs et de leurs familles, ainsi qu’au développement de projets ambitieux dans le monde du sport. Il est également ambassadeur de l'association Oxygène, une association caritative active depuis 2003, dédiée à l'accès à l'eau potable et à l'éducation pour les plus démunis.

### En sélection nationale
Alors qu'il compte une sélection en équipe de France espoirs, Bong déclare vouloir jouer avec les Lions Indomptables du Cameroun. Le 21 mai 2010, il est sélectionné pour la première fois par Paul Le Guen. Il dispute son premier match international le 1er juin 2010 contre le Portugal et fait partie du groupe qui participe à la Coupe du monde 2010.

## Style de jeu
Gaëtan Bong est un latéral gauche réputé pour sa solidité défensive et son impact physique. Doté d’un bon jeu de placement, il excelle dans les duels grâce à sa puissance et sa combativité, ce qui en fait un joueur difficile à contourner pour les attaquants adverses. Sa vitesse et son endurance lui permettent de couvrir efficacement son couloir, tout en contribuant aux phases offensives par ses montées régulières. Bien qu’il privilégie avant tout ses responsabilités défensives, il est capable d'apporter un soutien précieux en attaque grâce à des centres précis et une bonne lecture du jeu. Sa polyvalence et son engagement sur le terrain sont parmi ses principales qualités, même si ses interventions parfois rugueuses lui ont occasionnellement valu des sanctions disciplinaires.

## Statistiques
| Saison                | Club                   | Championnat           | Championnat | Championnat | Coupe nationale | Coupe nationale | Coupe de la Ligue | Coupe de la Ligue | Compétition(s) continentale(s) | Compétition(s) continentale(s) | Compétition(s) continentale(s) | Cameroun | Cameroun | Total | Total |
| Saison                | Club                   | Division              | M.          | B.          | M.              | B.              | M.                | B.                | Comp.                          | M.                             | B.                             | M.       | B.       | M.    | B.    |
| 2005-2006             | FC Metz                | Ligue 1               | 3           | 0           | 1               | 0               | -                 | -                 | -                              | -                              | -                              | -        | -        | 4     | 0     |
| 2006-2007             | FC Metz                | Ligue 2               | 2           | 0           | 2               | 0               | -                 | -                 | -                              | -                              | -                              | -        | -        | 4     | 0     |
| 2007-2008             | FC Metz                | Ligue 1               | 11          | 0           | -               | -               | 1                 | 0                 | -                              | -                              | -                              | -        | -        | 12    | 0     |
| Sous-total            | Sous-total             | Sous-total            | 16          | 0           | 3               | 0               | 1                 | 0                 | -                              | -                              | -                              | -        | -        | 20    | 0     |
| 2008-2009             | Tours FC (prêt)        | Ligue 2               | 34          | 0           | 2               | 0               | 1                 | 0                 | -                              | -                              | -                              | -        | -        | 37    | 0     |
| Sous-total            | Sous-total             | Sous-total            | 34          | 0           | 2               | 0               | 1                 | 0                 | -                              | 0                              | 0                              | 0        | 0        | 37    | 0     |
| 2009-2010             | Valenciennes FC        | Ligue 1               | 29          | 2           | 1               | 0               | 1                 | 0                 | -                              | -                              | -                              | 3        | 0        | 34    | 2     |
| 2010-2011             | Valenciennes FC        | Ligue 1               | 22          | 1           | 1               | 0               | 1                 | 1                 | -                              | -                              | -                              | 3        | 0        | 27    | 2     |
| 2011-2012             | Valenciennes FC        | Ligue 1               | 28          | 0           | 2               | 0               | -                 | -                 | -                              | -                              | -                              | 3        | 0        | 33    | 0     |
| 2012-2013             | Valenciennes FC        | Ligue 1               | 29          | 0           | 1               | 0               | 1                 | 0                 | -                              | -                              | -                              | 1        | 0        | 32    | 0     |
| 2013-2014             | Valenciennes FC        | Ligue 1               | 1           | 0           | -               | -               | -                 | -                 | -                              | -                              | -                              | -        | -        | 1     | 0     |
| Sous-total            | Sous-total             | Sous-total            | 109         | 3           | 5               | 0               | 3                 | 1                 | -                              | 0                              | 0                              | 10       | 0        | 127   | 4     |
| 2013-2014             | Olympiakos             | Superleague           | 19          | 0           | 5               | 1               | -                 | -                 | C1                             | 4                              | 0                              | 2        | 0        | 30    | 1     |
| 2014-2015             | Olympiakos             | Superleague           | -           | -           | -               | -               | -                 | -                 | -                              | -                              | -                              | -        | -        | 0     | 0     |
| Sous-total            | Sous-total             | Sous-total            | 19          | 0           | 5               | 1               | -                 | -                 | -                              | 4                              | 0                              | 2        | 0        | 30    | 1     |
| 2014-2015             | Wigan Athletic         | Championship          | 14          | 0           | -               | -               | -                 | -                 | -                              | -                              | -                              | -        | -        | 14    | 0     |
| Sous-total            | Sous-total             | Sous-total            | 14          | 0           | 0               | 0               | 0                 | 0                 | -                              | 0                              | 0                              | 0        | 0        | 14    | 0     |
| 2015-2016             | Brighton & Hove Albion | Championship          | 16          | 0           | 2               | 0               | 1                 | 0                 | -                              | -                              | -                              | -        | -        | 19    | 0     |
| 2016-2017             | Brighton & Hove Albion | Championship          | 24          | 0           | -               | -               | -                 | -                 | -                              | -                              | -                              | -        | -        | 24    | 0     |
| 2017-2018             | Brighton & Hove Albion | Premier League        | 25          | 0           | 1               | 0               | 2                 | 0                 | -                              | -                              | -                              | -        | -        | 28    | 0     |
| 2018-2019             | Brighton & Hove Albion | Premier League        | 22          | 0           | 2               | 0               | -                 | -                 | -                              | -                              | -                              | 5        | 0        | 29    | 0     |
| 2019-2020             | Brighton & Hove Albion | Premier League        | 4           | 0           | 1               | 0               | 2                 | 0                 | -                              | -                              | -                              | -        | -        | 7     | 0     |
| Sous-total            | Sous-total             | Sous-total            | 91          | 0           | 6               | 0               | 5                 | 0                 | -                              | 0                              | 0                              | 5        | 0        | 107   | 0     |
| 2019-2020             | Nottingham Forest      | Championship          | 1           | 0           | -               | -               | -                 | -                 | -                              | -                              | -                              | -        | -        | 1     | 0     |
| 2020-2021             | Nottingham Forest      | Championship          | 10          | 0           | 2               | 0               | -                 | -                 | -                              | -                              | -                              | -        | -        | 12    | 0     |
| 2021-2022             | Nottingham Forest      | Championship          | 7           | 0           | -               | -               | -                 | -                 | -                              | -                              | -                              | -        | -        | 7     | 0     |
| Sous-total            | Sous-total             | Sous-total            | 18          | 0           | 2               | 0               | 0                 | 0                 | -                              | 0                              | 0                              | 0        | 0        | 20    | 0     |
| Total sur la carrière | Total sur la carrière  | Total sur la carrière | 301         | 3           | 23              | 1               | 10                | 1                 | -                              | 4                              | 0                              | 17       | 0        | 355   | 5     |

## Palmarès

### En club
- FC Metz
  - Champion de France de Ligue 2 en 2007.

- Olympiakos
  - Champion de Grèce en 2014.

- Brighton & Hove
  - Vice-champion d'Angleterre de deuxième division en 2017.